# Helena Bussers
Helena Bussers (25 augustus 1939) is een Belgische kunsthistorica en conservator.

## Levensloop
Helena Bussers studeerde kunstgeschiedenis en oudheidkunde aan de Rijksuniversiteit Gent, waar ze in 1967 doctoreerde. Ze was korte tijd aan de universiteit verbonden en nam in het kader van interuniversitaire projecten deel aan opgravingen in Ordona (Italië), Thoricus (Griekenland) en Tell ed-Der (Irak). In 1969 ging ze aan de slag bij de Koninklijke Musea voor Schone Kunsten van België in Brussel. Ze richtte er de Nederlandstalige Educatieve Dienst op en bestudeerde er de rijke beeldenverzameling. In 1976 werd Bussers secretaris-generaal van de tentoonstelling en hoofdredacteur van de catalogus De beeldhouwkunst in de eeuw van Rubens in de Zuidelijke Nederlanden en het prinsbisdom Luik (1977). Ook organiseerde ze de inrichting van een klein museum in het kasteel van Loppem met een collectie van beelden en 16de-eeuwse grafiek. In 1989 werd ze hoofd van het departement Oude Kunst waar ze onder meer de leiding had over het project van de studie van de Vlaamse Primitieven. Ze was tot 2004 hoofdconservator van het museum. Vervolgens bleef Bussers tot 2020 op vrijwillige basis artistiek raadgeefster bij het Paleis voor Schone Kunsten. Ze schreef diverse artikels o.m. over barok- en rococosculpturen en verleende haar medewerking aan nationale en internationale museumcatalogi en encyclopedische naslagwerken over onder meer Lucas Faydherbe, Artus Quellinus, Artus Quellinus de Jonge, Gabriël Grupello en Jan Frans van Geel.